# جوش سكوت
جوش سكوت (بالإنجليزية: Josh Scott)‏ (10 مايو 1985 في المملكة المتحدة - ) هو لاعب كرة قدم بريطاني في مركز الهجوم. لعب مع إبسفليت يونايتد ونادي هايز وهايز وييدينغ يونايتد ‏ ونادي ألدرشوت تاون وداغنهام وريدبريدج.

## وصلات خارجية
- جوش سكوت على موقع قاعدة بيانات كرة القدم.إي يو (الإنجليزية)
- جوش سكوت على موقع قاعدة بيانات كرة القدم.إي يو (الإنجليزية)
- جوش سكوت على موقع Soccerbase.com (لاعب) (الإنجليزية)
- جوش سكوت على موقع Soccerway.com (الإنجليزية)